# Polyxenus ponticus
Polyxenus ponticus är en mångfotingart som beskrevs av Lignau 1903. Polyxenus ponticus ingår i släktet Polyxenus och familjen penseldubbelfotingar. Inga underarter finns listade i Catalogue of Life.